# Попытка государственного переворота в Венесуэле (2002)
Попытка государственного переворота в Венесуэле  — неудачный государственный переворот в Венесуэле 11 апреля 2002 года. Реформы нового президента Венесуэлы Уго Чавеса вызвали значительное недовольство среди деловой элиты страны и зажиточных слоёв населения. В результате переворота к власти пришло временное правительство во главе с Педро Кармона Эстанга, который распустил национальный парламент, Верховный суд и приостановил Конституцию страны. Временное правительство не пользовалось поддержкой большинства вооружённых сил и впоследствии охрана президента Чавеса без кровопролития захватила президентский дворец Мирафлорес, что привело к свержению путча и возвращению к власти Уго Чавеса. Государственный переворот длился всего 47 часов, и был поддержан США и Чили, но не был признан ни одной из остальных стран Латинской Америки и Россией.

## Социально-политические обстоятельства
Уго Чавес был впервые избран президентом в 1998 году и сразу начал широкую программу социальных и политических реформ, в частности добился принятия на референдуме новой Конституции Венесуэлы 15 декабря 1999 года. Хотя политика реформ пользовалась поддержкой большинства бедного населения страны, оппозиция к политике Чавеса и его правительства была особенно ощутимой в частных средствах массовой информации, а также среди деловых и предпринимательских кругов страны, представителей среднего и высшего классов общества, которые боялись потерять экономическую и политическую власть в результате реформ Чавеса. Особую критику оппозиции вызвала политика государственного субсидирования основных продуктов питания, распределения поступлений от продажи нефти и крупных земельных владений. Несмотря на оппозицию в 2000 году согласно положениям новой Конституции Уго Чавес был переизбран на новый срок.
На международной арене за президентство Чавеса значительно ухудшились отношения с США, но началось сближение и сотрудничество с другими латиноамериканскими странами путём участия, в том числе, в таких организациях, как МЕРКОСУР. Были налажены тесные связи с коммунистической Кубой. Венесуэла стала поддерживать нефтеперерабатывающую промышленность Кубы, поставлять в эту страну 160 000 баррелей ежесуточно. В ответ на экономическую помощь, Венесуэла получила от Кубы 10 000 врачей и других медицинских работников для внедрения программы социальной поддержки бедных (Barrio Adentro), направленной на снижение детской смертности и профилактику различных заболеваний.
В начале 2002 года, Чавес сделал попытку взять под правительственный контроль государственную (но плохо контролируемую) нефтяную компанию Petroleos de Venezuela SA (PDVSA). Вмешательство государства в перераспределение доходов от продажи нефти встретило сильное сопротивление со стороны коррумпированных должностных лиц и руководителей компании. Несмотря на негативную кампанию в частных средствах массовой информации, в феврале 2002 года Чавес заменил нескольких должностных лиц нефтяной компании на своих сторонников. Напряженность в отношениях между правительством и руководство PDVSA продолжала расти до конца марта — начала апреля 2002 года. Кульминацией противостояния стало увольнение Чавесом 8 апреля 2002 года во время телевизионного эфира нескольких высших руководителей компании. Освобождение высшего состава руководства компании вызвало новую волну недовольства среди среднего и высшего классов общества страны и начало кампанию агрессивной агитации против правительства Чавеса во многих частных СМИ страны.

## Переворот 11 апреля
Освобождение руководителей нефтяной компании привело к одной из крупнейших двухдневных акций протеста. 11 апреля 2002 года по призыву одного из крупнейших профсоюзов Венесуэлы состоялась манифестация с участием около 200 000 человек у штаб-квартиры PDVSA в защиту уволенных работников компании. После манифестации организаторы протеста неожиданно решили изменить маршрут марша и повели тысячи протестующих к президентскому дворцу Мирафлорес, где проходила демонстрация сторонников президента. Когда толпы протестующих приблизились к сторонникам президента у дворца, вдруг началась стрельба снайперов, от которой погибло 20 и было ранено около 100 участников обоих маршей.
С самого начала не существовало консенсуса относительно обстоятельств обстрелов людей, однако сторонники оппозиции начали обвинять в убийстве людей сторонников президента Чавеса. На частных телеканалах Венесуэлы появились кадры людей из толпы сторонников президента, которые, по утверждению оппозиции, стреляли из пистолетов в протестующих. Сторонники Уго Чавеса в свою очередь утверждали, что стреляли в ответ на выстрелы снайперов. На частных каналах вину за обстрел и гибель людей возложили на президента Уго Чавеса.
Вечером 11 апреля подразделениями вооруженных сил и танками начали окружать дворец Мирафлорес; позднее представители вооруженных сил встретились во дворце с президентом Чавесом и потребовали от президента уйти в отставку. Уже утром 12 апреля командующий вооруженными силами генерал Лукас Ринкон публично объявил о том, что Чавес согласился уйти в отставку. Позже, после переворота Чавес признался, что принял решение уйти в отставку лишь тогда, когда осознал количество причастных к перевороту военных. По свидетельству военных, Чавесу было предложено либо остаться в Венесуэле и отвечать перед судом за убийства демонстрантов, либо уехать в изгнание на Кубу. По словам военных Чавес согласился выехать на Кубу. Сам Чавес утверждал, что выдвинул ряд требований перед тем как подписать отставку, и поскольку они не были выполнены, документ он не подписывал.
После переворота Чавеса доставили на военную базу на острове Орчила, где он встретился с представителями католической церкви и военными. Отстраненного президента, таким образом, удерживали на острове в ожидании его дальнейшей судьбы. 13 апреля Чавесу удалось передать записку, в которой утверждалось, что он не отрекался от власти.

## Реакция на переворот
12 апреля 2002 года было провозглашено новое переходное «демократическое правительство национального единства» во главе с лидером ассоциации предпринимателей Венесуэлы Педро Кармона. Во дворце Мирафлорес Кармона принял присягу временного президента и одними из первых указов распустил, помимо прочих, Национальное собрание, Верховный суд, Избирательный комитет, а также приостановил Конституцию страны. Между тем, несмотря на молчание местных СМИ, новости о том, что Чавес не ушел в отставку, начали распространяться в Каракасе и других регионах страны и привели к массовым демонстрациям сторонников Чавеса. Одно время полиция столицы была в состоянии контролировать количество манифестантов, однако 13 апреля толпа сторонников Чавеса уже окружила президентский дворец. В самом дворце охрана, которая оставалась верной Чавесу, быстро захватила президентскую резиденцию и таким образом позволила членам правительства Чавеса восстановить контроль. Министры правительства Чавеса быстро привели к присяге в качестве временного президента страны вице-президента Диосдадо Кабельо, который сразу распорядился доставить законного президента Уго Чавеса в Каракас. Полное падение путча произошло после того, как военные отказались поддерживать путчистов и после восстановления контроля сторонников Чавеса над государственным каналом, по которому населению известили, что Чавес оставался законным президентом. 14 апреля Уго Чавес вернулся в столицу и восстановил свою власть как президент страны.
Реакция мирового сообщества на мятеж не была единодушной. 12 апреля состоялись встречи представителей стран Группы Рио в Сан-Хосе (Коста-Рика) и Европейского союза. Некоторые страны, такие как Колумбия и Сальвадор, выразили поддержку новому правительству Венесуэлы. Правительства Аргентины и Кубы сразу осудили переворот и не признали де-факто правительство Кармона. Также президент Мексики Висенте Фокс заявил, что хотя не признает новое правительство, но выражает надежду на скорейшее проведение новых выборов. Во время переворота и после появлялись сообщения об участии США в подготовке и проведении путча. Действительно, официальные лица администрации Джорджа Буша встречались в Вашингтоне и до переворота 11 апреля с представителями оппозиции, но решительно отрицали подготовку переворота.

## Значение
События во время переворота 11 апреля были отражены по крайней мере в двух документальных фильмах, наиболее известный из них: «Революцию не покажут по телевизору». Фильм ирландских документалистов получил несколько наград, критики также оценили его очень одобрительно, в частности благодаря уникальным кадрам Каракаса во время переворота. Фильм раскрывал схему подготовки переворота и участие частных СМИ в этих событиях.

## Судьба путчистов
После подавления путча его лидер Педро Кармона скрылся в посольстве республики Колумбия. Позднее, после предоставления ему этой страной политического убежища, он был вывезен туда. Этот факт сильно осложнил взаимоотношения между Венесуэлой и Колумбией. В Боготе Кармона занялся преподавательской работой в частном университете Серхио Арболеда.